# Eveline Willett Cunnington
Eveline Willett Cunnington (23 de abril de 1849 - 30 de julio de 1916) fue una reformadora social neozelandesa, feminista, conferencista y escritora.
Cunnington nació como Eveline Willett Leach en Briton Ferry, Glamorganshire, Gales, el 23 de abril de 1849.  Emigró a Christchurch, Nueva Zelanda, en 1875, y al año siguiente se casó con Capel Baines, y se trasladó a Australia del Sur, donde trabajó. Cuando su marido murió repentinamente, la dejaron sola para que criara a sus hijos, y pronto se volvió a casar. Su segundo esposo fue Herbert James Cunnington, un ingeniero eléctrico.
Eveline Cunnington estuvo presente en la primera reunión del Instituto de la Mujer de Canterbury, y en 1895 se convirtió en visitante de la prisión, una de las primeras mujeres de Nueva Zelanda en ocupar ese cargo. Fue miembro fundador del Consejo Nacional de Mujeres de Nueva Zelanda y de la Sociedad Fabiana de Canterbury. Sus obras escritas fueron publicadas póstumamente en 1918.